# Granholm (i Marsjön, Ingå)
Granholm är en ö i Finland. Den ligger i sjön Marsjön och i kommunen Ingå i den ekonomiska regionen  Raseborg  och landskapet Nyland, i den södra delen av landet, 60 km väster om huvudstaden Helsingfors. Öns area är 5,3 hektar och dess största längd är 380 meter i sydväst-nordöstlig riktning.